# Stephan Bonnar
Stephan Patrick Bonnar (Hammond, Indiana; 4 de abril de 1977-Las Vegas, Nevada; 22 de diciembre de 2022) fue un artista marcial mixto estadounidense que compitió en la categoría de peso semipesado en Ultimate Fighting Championship. Bonnar fue el subcampeón de la primera temporada de The Ultimate Fighter. Su pelea en la final de TUF ante Forrest Griffin es considerada como una de las peleas más importantes en la historia de la UFC.

## Vida personal
Stephan y su novia, Andrea Brown, se casaron el 30 de octubre de 2009 en la Toscana, Italia. La pareja tuvo un hijo, Griffin.
Bonnar fue fan de la banda de rock The Who y usaba su canción «Eminence Front» como música de entrada en las peleas de UFC.
Fuera de competición, Bonnar realizó un trabajo de programación televisado comentando MMA, especialmente sirviendo como comentarista del WEC en 2010, asistiendo a cinco de sus últimos siete eventos. También hizo apariciones como analista en la serie de ESPN2 MMA Live y para emisiones de UFC en las cadenas de televisión Fox.
De acuerdo con la UFC, Bonnar falleció por «posibles complicaciones cardiacas mientras trabajaba».

## Campeonatos y logros

### Artes marciales mixtas
- Ultimate Fighting Championship
  - Salón de la Fama de UFC
  - Subcampeón de The Ultimate Fighter 1 de Peso Semipesado
  - Pelea de la Noche (una vez)

- Wrestling Observer Newsletter
  - Pelea del Año (2005) vs. Forrest Griffin el 9 de abril

### Artes marciales
- Jiu-Jitsu brasileño
  - Cinturón negro en Jiu-Jitsu brasileño

- Taekwondo
  - Cinturón negro en Taekwondo

## Récord en artes marciales mixtas
| Récord profesional | Récord profesional | Récord profesional |
| 24 peleas          | 15 victorias       | 9 derrotas         |
| ------------------ | ------------------ | ------------------ |
| Nocaut             | 3                  | 3                  |
| Sumisión           | 7                  | 0                  |
| Decisión           | 5                  | 6                  |

| Resultado | Récord | Oponente            | Método                             | Evento                         | Fecha                    | Ronda | Tiempo | Localización           | Notas                                                                        |
| --------- | ------ | ------------------- | ---------------------------------- | ------------------------------ | ------------------------ | ----- | ------ | ---------------------- | ---------------------------------------------------------------------------- |
| Derrota   | 15–9   | Tito Ortiz          | Decisión (dividida)                | Bellator 131                   | 15 de noviembre de 2014  | 3     | 5:00   | San Diego, California  |                                                                              |
| Derrota   | 15–8   | Anderson Silva      | TKO (rodillazo al cuerpo y golpes) | UFC 153                        | 13 de octubre de 2012    | 1     | 4:40   | Río de Janeiro         | Después de la pelea anuncia su retiro. Bonnar dio positivo por Drostanolone. |
| Victoria  | 15–7   | Kyle Kingsbury      | Decisión (unánime)                 | UFC 139                        | 19 de noviembre de 2011  | 3     | 5:00   | San José, California   |                                                                              |
| Victoria  | 14–7   | Igor Pokrajac       | Decisión (unánime)                 | The Ultimate Fighter 12 Finale | 4 de diciembre de 2010   | 3     | 5:00   | Las Vegas, Nevada      |                                                                              |
| Victoria  | 13–7   | Krzysztof Soszynski | TKO (golpes)                       | UFC 116                        | 3 de julio de 2010       | 2     | 3:08   | Las Vegas, Nevada      | Pelea de la Noche.                                                           |
| Derrota   | 12–7   | Krzysztof Soszynski | TKO (corte)                        | UFC 110                        | 21 de febrero de 2010    | 3     | 1:04   | Sídney                 | Bonnar sufrió un corte por un cabezazo accidental.                           |
| Derrota   | 12–6   | Mark Coleman        | Decisión (unánime)                 | UFC 100                        | 11 de julio de 2009      | 3     | 5:00   | Las Vegas, Nevada      |                                                                              |
| Derrota   | 12–5   | Jon Jones           | Decisión (unánime)                 | UFC 94                         | 31 de enero de 2009      | 3     | 5:00   | Las Vegas, Nevada      |                                                                              |
| Victoria  | 12–4   | Eric Schafer        | TKO (golpes)                       | UFC 77                         | 25 de octubre de 2007    | 2     | 2:47   | Cincinnati, Ohio       |                                                                              |
| Victoria  | 11–4   | Mike Nickels        | Sumisión (rear-naked choke)        | UFC 73                         | 7 de julio de 2007       | 1     | 2:14   | Sacramento, California |                                                                              |
| Derrota   | 10–4   | Forrest Griffin     | Decisión (unánime)                 | UFC 62                         | 26 de agosto de 2006     | 3     | 5:00   | Las Vegas, Nevada      | Bonnar dio positivo por boldenona después de la pelea.                       |
| Derrota   | 10–3   | Rashad Evans        | Decisión (mayoritaria)             | UFC Ultimate Fight Night 5     | 28 de junio de 2006      | 3     | 5:00   | Las Vegas, Nevada      |                                                                              |
| Victoria  | 10–2   | Keith Jardine       | Decisión (unánime)                 | UFC Ultimate Fight Night 4     | 6 de abril de 2006       | 3     | 5:00   | Las Vegas, Nevada      |                                                                              |
| Victoria  | 9–2    | James Irvin         | Sumisión (kimura)                  | UFC Ultimate Fight Night 3     | 16 de enero de 2006      | 1     | 4:30   | Las Vegas, Nevada      |                                                                              |
| Victoria  | 8–2    | Sam Hoger           | Decisión (unánime)                 | UFC Ultimate Fight Night       | 6 de agosto de 2005      | 3     | 5:00   | Las Vegas, Nevada      |                                                                              |
| Derrota   | 7–2    | Forrest Griffin     | Decisión (unánime)                 | The Ultimate Fighter 1 Finale  | 9 de abril de 2005       | 3     | 5:00   | Las Vegas, Nevada      | Pelea del Año (2005).                                                        |
| Victoria  | 7–1    | Sean Sallee         | Sumisión (triangle choke)          | IHC 7-The Crucible             | 5 de junio de 2004       | 1     | 2:28   | Hammond, Indiana       |                                                                              |
| Victoria  | 6–1    | William Hill        | TKO (golpes)                       | Total Fight Challenge 1        | 24 de abril de 2004      | 1     |        | Hammond, Indiana       |                                                                              |
| Victoria  | 5–1    | Brad Lynde          | Sumisión (rear-naked choke)        | IHC 6: Inferno                 | 22 de noviembre de 2003  | 1     | 4:10   | Hammond, Indiana       |                                                                              |
| Derrota   | 4–1    | Lyoto Machida       | TKO (corte)                        | Jungle Fight 1                 | 13 de septiembre de 2003 | 1     | 4:21   | Manaus                 |                                                                              |
| Victoria  | 4–0    | Terry Martin        | Decisión (unánime)                 | Maximum Fighting Challenge     | 7 de septiembre de 2002  | 1     | 10:00  | Hammond, Indiana       |                                                                              |
| Victoria  | 3–0    | Jay Massey          | Sumisión (guillotine choke)        | UA 1: The Genesis              | 27 de enero de 2002      | 1     | 1:09   | Hammond, Indiana       |                                                                              |
| Victoria  | 2–0    | Josh Kruger         | Sumisión (armbar)                  | IHC 3: Exodus                  | 10 de noviembre de 2001  | 1     | 2:55   | Hammond, Indiana       |                                                                              |
| Victoria  | 1–0    | Brian Ebersole      | Sumisión (guillotine choke)        | IHC 3: Exodus                  | 10 de noviembre de 2001  | 1     | 0:51   | Hammond, Indiana       |                                                                              |